# Serrat de l'Obac
El Serrat de l'Obac és un serrat del terme municipal de Tremp, del Pallars Jussà, antigament del terme d'Espluga de Serra, de l'Alta Ribagorça. Està situada en el territori de Casterner de les Olles, a tocar del pantà d'Escales.
Està situada quasi al límit nord-oest del terme de Tremp, ja que només té més al nord l'enclavament d'Enrens i Trepadús.